# Ostrobotnia Północna
Ostrobotnia Północna (fiń. Pohjois-Pohjanmaa, szw. Norra Österbotten) – region (fiń. maakunta, szw. landskap) w Finlandii, jeden z dwóch (obok Kainuu) powstałych w 2009 roku z prowincji Oulu.
Ostrobotnia Północna dzieli się na 7 podregionów:
- Haapavesi-Siikalatva
- Koillismaa
- Nivala–Haapajärvi
- Oulu
- Oulunkaari
- Raahe
- Ylivieska

Podregiony dzielą się administracyjnie na 30 gmin:
- Alavieska
- Haapajärvi
- Haapavesi
- Hailuoto
- Ii
- Kalajoki
- Kempele
- Kuusamo
- Kärsämäki
- Liminka
- Lumijoki
- Merijärvi
- Muhos
- Nivala
- Oulainen
- Oulu
- Pudasjärvi
- Pyhäjoki
- Pyhäjärvi
- Pyhäntä
- Raahe
- Reisjärvi
- Sievi
- Siikajoki
- Siikalatva
- Taivalkoski
- Tyrnävä
- Utajärvi
- Vaala
- Ylivieska